# Meksyk na Letnich Igrzyskach Olimpijskich 1932
Meksyk na Letnich Igrzyskach Olimpijskich 1932 w Los Angeles reprezentowało 73 zawodników: 71 mężczyzn i 2 kobiety. Był to 4. start reprezentacji Meksyku na letnich igrzyskach olimpijskich.
Najmłodszym meksykańskim zawodnikiem na tych igrzyskach była 17-letnia skoczkini do wody, Antonio Mariscal, natomiast najstarszym 50-letni szermierz, Eduardo Prieto Souza. Chorążym reprezentacji podczas ceremonii otwarcia była Eugenia Escudero.

## Zdobyte medale
| Medal    | Zawodnik          | Dyscyplina    | Konkurencja     | Data        |
| -------- | ----------------- | ------------- | --------------- | ----------- |
| · Srebro | Francisco Cabañas | · Boks        | Waga Musza      | 13 sierpnia |
| · Srebro | Gustavo Huet      | · Strzelectwo | Karabin dowolny | 13 sierpnia |